# Старое Село (Кукобойское сельское поселение)
Старое Село — деревня в Первомайском районе Ярославской области России.
В рамках административно-территориального устройства относится к Новинковскому сельскому округу Первомайского района, в рамках организации местного самоуправления включается в Кукобойское сельское поселение.

## География
Деревня находится в северной части области, в подзоне южной тайги, в пределах Шекснинско-Костромского водораздела, на правом берегу реки Спицы (левый приток Ухтомы), на расстоянии примерно 56 километров (по прямой) к северо-западу от рабочего посёлка Пречистое, административного центра района.

### Климат
Климат характеризуется как умеренно континентальный, с умеренно тёплым влажным летом, умеренно-холодной зимой и ярко выраженными сезонами весны и осени. Средняя температура воздуха самого холодного месяца (января) — −11,4 °C (абсолютный минимум — −46 °C), средняя температура самого тёплого (июля) — +17,5 °С (абсолютный максимум — +36 °C). Продолжительность периода активной вегетации растений (со среднесуточной температурой воздуха выше 10 °C) составляет менее 124 дней. Годовое количество атмосферных осадков составляет около 570 миллиметров, из которых большая часть выпадает в тёплый период. Устойчивый снежный покров держится в течение 150 дней. Среднегодовая скорость ветра составляет 3,6 м/с.

### Часовой пояс
Старое Село, как и вся Ярославская область, находится в часовой зоне МСК (московское время). Смещение применяемого времени относительно UTC составляет +3:00.

## Население
| 1859 | 1914 | 2002 | 2007 | 2010 |
| ---- | ---- | ---- | ---- | ---- |
| 111  | ↗143 | ↘11  | ↗14  | ↘3   |

### Национальный состав
Согласно результатам переписи 2002 года, в национальной структуре населения русские составляли 100 % из 11 человек.